# Drapeau et armoiries du canton de Bâle-Ville
Le drapeau et les armoiries bâloises sont des emblèmes officiels du canton de Bâle-Ville et de la ville de Bâle.

## Histoire et signification

Armes de l'Évêché de Bâle (~999–1803).

La plus ancienne représentation de la crosse de Bâle remonte à une pièce de monnaie frappée à la fin du XIe siècle entre 1072 et 1133. Le drapeau provient des anciennes armoiries du Prince évêque de Bâle qui consistaient en une crosse épiscopale rouge sur fond blanc. Au début, la crosse était rouge et les pointes étaient noires. C'est en 1380, que la Ville a repris la crosse en son nom mais à la suite d'un différend avec l'évêque, elle tourna la volute à gauche. Le changement de la couleur rouge au noir de la crosse épiscopale est inconnue mais se serait produit avant le milieu du XIVe siècle, période où des archives de la crosse noire sont aujourd'hui archivées.
Le vexillologue Louis Mühlemann rapporte dans son livre que les trois pointes de la crosse pourraient représenter une ancre, un trident de pêcheur ou encore un croc de marinier, la ville étant au bord du Rhin. Cette explication héraldique est également relevée par l'héraldiste Adolphe Gauthier.
En 1512, le pape Jules II offrit un nouveau drapeau à la Ville. Ce drapeau représentait la crosse épiscopale d'or. Mais la Réforme protestante laissa cette version aux oubliettes.
La forme de la crosse fut variable au gré des siècles mais la forme actuelle de la crosse date de juillet 1976, lors du centenaire de la commune de Bâle. C'est la Fondation Christophe Merlan qui offrit aux autorités communales un drapeau reproduisant de façon stylisée la crosse. Le drapeau fut dessiné par le graphiste Edi Hauri.

## Descriptions

### Description vexillologique
La description vexillologique du drapeau de Bâle-Ville est « Blanc à la crosse de Bâle noire. ». Il faut toujours veiller à hisser le drapeau de façon que la volute regarde la hampe.

### Description héraldique
La description héraldique des armoiries du canton de Bâle-Ville est « D'argent à la crosse de Bâle de sable, tournée à dextre ».

## Drapeau et armoiries des Deux Bâle
Le drapeau des deux Bâle est utilisé par certains citoyens désireux de voir les deux cantons réunifiés à nouveau. Lors du vote sur une éventuelle fusion le 28 septembre 2014, ce drapeau fut souvent utilisé dans la campagne politique des soutiens de l'unification. Le 7 décembre 1969, un premier vote similaire avait été organisé et comme en 2014, les citoyens de Bâle-Ville avaient approuvé la fusion alors que les citoyens de Bâle-Campagne l'avaient rejetée. Il arrive parfois, lors de commémorations, que le drapeau des deux Bâle, comme le drapeau des deux Appenzell ou d'Unterwald, soit utilisé pour représenter les anciens demi-cantons.
Les armoiries des deux Bâle ne sont visibles qu'à un seul endroit, et pas des moindres, sur le sceau fédéral. C'est en 1848 que Frédéric Aberli, fils de Johann Aberli, fut chargé de modifier le grand sceau fédéral créé en 1815 par son père. Il fut chargé par le Gouvernement d'intégrer les armoiries de Bâle-Campagne à celles de Bâle-Ville pour le grand sceau.
La description héraldique est « Parti au 1 de Bâle-Ville et au 2 de Bâle-Campagne ». 
La crosse de Bâle-Ville est toujours proche de la hampe, car le canton a la préséance sur celui de Bâle-Campagne.

## Autre représentation vexillologique et héraldique
Le drapeau est également décliné sous forme d'oriflamme, soit en queue de pie, soit en base plate. L'oriflamme des cantons reprenant le drapeau cantonal dans sa partie supérieure et les couleurs cantonales dans la partie inférieure est appelée un drapeau « complet ». 
Comme le drapeau et les armoiries cantonales sont les mêmes pour la ville de Bâle, ceux-ci sont également utilisés dans les logos de la cité. 

Drapeau complet bâlois
Drapeau complet des deux Bâle

## Utilisation et mention
Les armoiries se retrouvent sur les plaques d'immatriculation arrières de véhicules enregistrés dans le canton de Bâle-Ville.

Le drapeau et les armoiries sont identiques. Le crosseron est toujours en haut et tourné vers la hampe du drapeau, et sur les armoiries vers la droite héraldique.

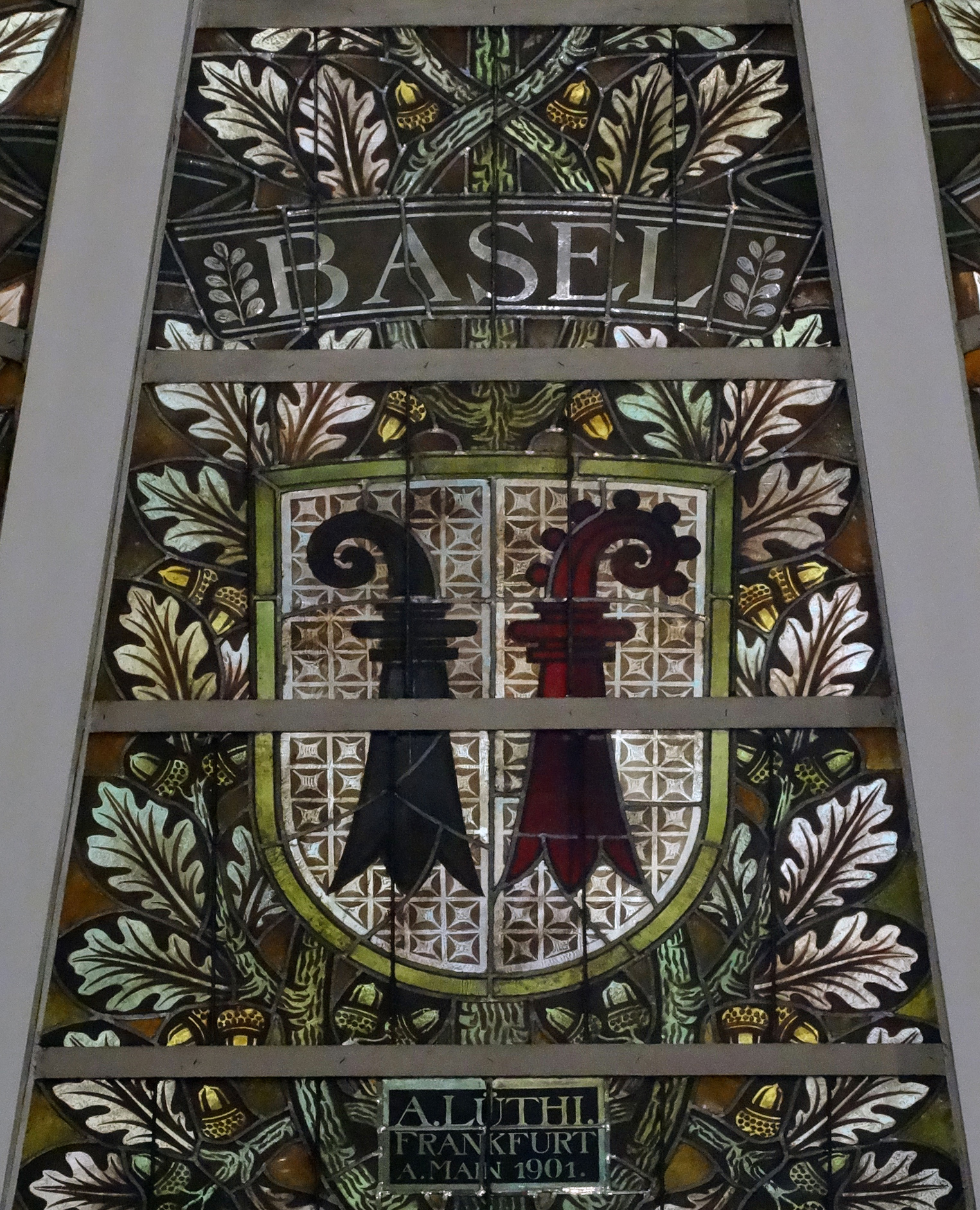
Vitrail des armoiries des deux Bâle sur la coupole du Palais fédéral.
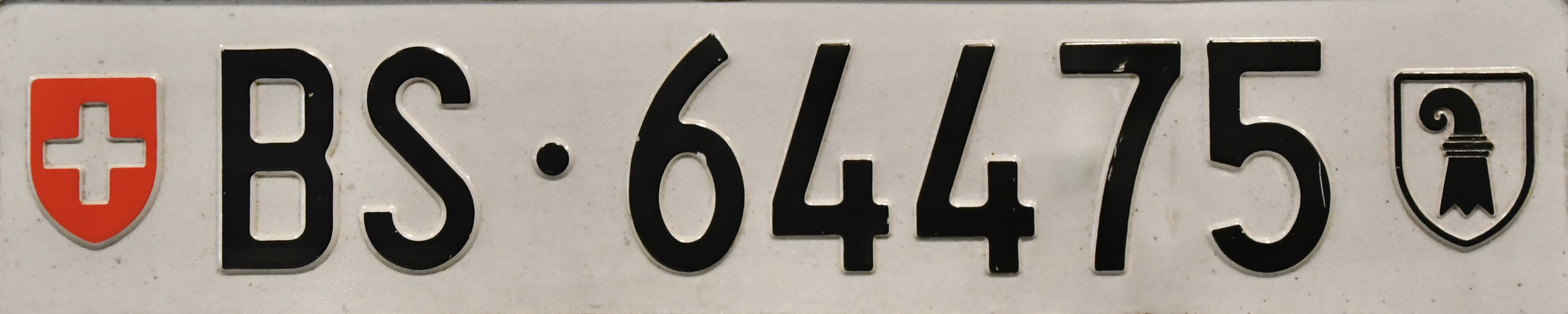
Plaque d'immatriculation arrière bâloise-citadine.